# Ной Міллс
Ноа Міллс — канадська модель та актор. У вересні 2014 року Vogue.com визнав його однією з «Топ-10 чоловічих моделей усіх часів». Він зміцнив своє місце як ікона індустрії моди, частково завдяки численним кампаніям Dolce & Gabbana . Міллс також був представлений у рекламі для Tommy Hilfiger, Michael Kors та Gap Inc. Models.com назвав його «одним з найбільш затребуваних імен в галузі».

## Особисте життя
Міллс народився в Торонто, штат Онтаріо, Канада. Він виховувався в Балтіморі, штат Меріленд, перед тим, як піти до школи-інтернату в Канаді та Австралії . Закінчивши школу-інтернат у Канаді, він планував відвідувати коледж для вивчення психології. Однак одного разу місцевий розвідник підійшов до нього і запитав, чи зацікавиться він у моделюванні. Незабаром він переїхав до Нью-Йорка, а через кілька тижнів забронював своє перше шоу злітно-посадкової смуги, гуляючи за Гуччі .
Він наймолодший із п'яти дітей з 2 старшими братами та 2 старшими сестрами. В даний час він проживає в Лос-Анджелесі, Каліфорнія.

## Кар'єра
Міллс почав свою кар'єру в 2001 році, він просунувся до співпраці з низкою модних компаній, особливо Вільгельміна Моделі, з якої він розпочав своє модельне життя. У 2004 році Міллс дебютував як модель злітно-посадкової смуги для осені колекцій Gucci та Yves Saint Laurent у Мілані та Парижі . На початку 2005 року він підписав контракт з Dolce & Gabbana .
Він вже багато сезонів виступає на виставках Dolce & Gabbana, Versace і Michael Kors . У 2009 році Міллс з'явився в кампанії Anthology Fragrance Dolce & Gabbana Anthology з низкою інших усталених моделей, включаючи Клаудію Шиффер, Наомі Кемпбелл і Тайсона Баллу .
У 2010 році він з'явився в «Секс і місто 2» проти персонажа Кім Каттралл, Саманти Джонс . Міллс став однією з моделей для участи в кампанії «Новий вигляд» Lacoste в січні 2011 року, іншої рекламної концепції під новим логотипом «Unconventional Chic». Рекламу знімали Мерт і Маркус, на яких показані моделі, що носять знакові білі сорочки поло Lacoste, надягнуті на вишуканий чорний вечірній одяг.
У 2012 році Міллс зайняв номер три в категорії «Хлопці з грошей» від Models.com У рейтингу 2013 року він посів п'яте місце.
У 2012 році Міллс знявся в « Кенділенді», короткометражному фільмі, написаному та режисером Джорі Смітом. Фільм — це 19-хвилинний художній фільм, який демонструє руйнівний ефект, наскільки зловживання наркотиками за рецептом досягло епідемічного рівня. Фільм — це безшумний фільм, але безшумний таким чином, що, хоч і звуки навколишнього середовища, голоси не можуть.
У 2013 році Міллс знявся у короткометражному фільмі режисера Вікторії Махоні WRACKED, який він також написав та співадюсував . Міллс грає Шона, який повертається додому після відбування п'ятирічного ув'язнення і повинен боротися з «останками життя, перерваного». За цю роль Міллс отримав приз за найкращого актора на кінофестивалі «Золоте яйце 2013». Фільм також був номінований на найкращого короткого та найкращого актора, який підтримує роль (Бо Кнапп).
Міллс був показаний одним із облич у випуску <i id="mwdg">деталей</i> за вересень 2015 року для моделі обкладинки разом із тридцятьма іншими топ-моделями чоловічої статі, які сфотографував Марк Селігер .
У 2018 році Міллс знявся у ролі <i id="mweg">The Brave у</i> ролі Sgt. Джозеф «МакГ» Макгуайр, разом з Майком Фогелем та Енн Хече . Він грав у бойовому медику, працюючи в елітній групі армійських розвідників.
У 2019 році Міллс знявся в «Ворозі» в у ролі спеціального агента Джейсона Брегга разом з Дженніфер Карпентер та Моррісом Каштаном .
У 2020 році Міллс приєднався до акторського складу «Сокіл та Зимовий солдат» .

## Фільмографія
| Рік      | Назва                 | Роль           | Примітки          |
| -------- | --------------------- | -------------- | ----------------- |
| 2010 рік | The Best Man          | Сид            | Короткий фільм    |
| 2010 рік | Секс і місто 2        | Нікі Марентино |                   |
| 2011 рік | Щасливого Нового року | Шукати         |                   |
| 2012 рік | Кенділенд             | Джек Сміт      | Короткий фільм    |
| 2013 рік | Зламаний              | Шон            | Короткий фільм    |
| 2014 рік | Я                     | Млини          |                   |
| 2015 рік | Фішер чоловіків       | Рибалка        | Короткий фільм    |
| 2018 рік | Чоботи Санта          | Нік            | Прижиттєвий фільм |

| Рік          | Назва                   | Роль                          | Примітки      |
| ------------ | ----------------------- | ----------------------------- | ------------- |
| 2011–2012 рр | 2 Зламані дівчата       | Роббі                         | 3 епізоди     |
| 2017-2018    | Хоробрий                | Серг. Джозеф «МакГ» Макгуайер | Головна ролях |
| 2019 рік     | PEN15                   | Flymiamibro22                 | Епізод: «AIM» |
| 2019 рік     | Ворог всередині         | Джейсон Брегг                 | Головна ролях |
| 2021 рік     | Сокіл та Зимовий солдат | Ніко                          |               |

| Рік      | Назва                               | Роль             | Художник     |
| -------- | ----------------------------------- | ---------------- | ------------ |
| 2012 рік | " Ми ніколи не повертаємось разом " | Колишній хлопець | Тейлор Свіфт |